# Heusden Koers 1961
De 13e editie van de Belgische wielerwedstrijd Heusden Koers werd verreden op 17 augustus 1961. De start en finish vonden plaats in Heusden. De winnaar was Rik Van Looy, gevolgd door Rik Luyten en Emiel Lambrecht.

## Uitslag
| Heusden Koers 1961 |                 |                 |       |
| Plaats             | Naam            | Ploeg           | Tijd  |
| Winnaar            | Rik Van Looy    | Faema           | 3u42' |
| 2                  | Rik Luyten      | Wiel's-Flandria |       |
| 3                  | Emiel Lambrecht |                 |       |

1929 · 1930-1935 · 1936 · 1937 · 1938 · 1939 · 1952 · 1953 · 1954 · 1955 · 1956 · 1957 · 1958 · 1959 · 1960 · 1961 · 1962 · 1963 · 1964 · 1965 · 1966 · 1967 · 1968 · 1969 · 1970 · 1971 · 1972 · 1973 · 1974 · 1975 · 1976 · 1977 · 1978 · 1979 · 1980 · 1981 · 1982 · 1983 · 1984 · 1985 · 1986 · 1987 · 1988 · 1989 · 1990 · 1991 · 1992 · 1993 · 1994 · 1995 · 1996 · 1997 · 1998 · 1999 · 2000 · 2001 · 2002 · 2003 · 2004 · 2005 · 2006 · 2007 · 2008 · 2009 · 2010 · 2011 · 2012 · 2013 · 2014 · 2015 · 2016 · 2017 · 2018 · 2019 · 2020 · 2021 · 2022 · 2023